# Новосвітлівка (Вознесенський район)
Новосві́тлівка (в минулому — Рорбах) — село в Україні, у Веселинівській селищній громаді Вознесенського району Миколаївської області. Населення становить 1410 осіб. Колишній центр — Новосвітлівської сільської ради. Територія села межує з землями Березівського району Одеської області.

## Історія
Станом на 1886 у німецькій колонії Вормс Рорбахської волості Одеського повіту Херсонської губернії мешкало 2485 осіб, налічувалось 260 дворових господарств, існували 2 молитовних будинки, 2 школи, 8 лавок та паровий млин.
7 (20) листопада 1917 року, відповідно до Третього Універсалу Української Центральної Ради, увійшло до складу Української Народної Республіки.  
У 1925—1939 роках село (під назвою Рорбах) входило до складу Карл-Лібкнехтівського німецького національного району Миколаївської округи (з 1932 — Одеської області).

## Постаті
- Факас Микола Ілліч (1969—2015) — солдат Збройних сил України, учасник російсько-української війни[4]

- Морару Віталій Сергійович (2001-2023)- позивний "МАРАТ"- воїн- артилерист,  сержант 28 бригади Збройних Сил України. Учасник російсько- української війни. Обороняв Миколаїв, брав участь у контрнаступі на Херсон, обороняв Бахмут